# I nipoti di Zorro
I nipoti di Zorro è un film del 1968, diretto da Marcello Ciorciolini.

## Trama
Franco e Ciccio sono due cugini siciliani che sbarcano in California con l'intento di cercare l'oro, ignorando che nella regione spopola il famigerato Zorro, paladino dei poveri e degli innocenti. I due finiscono casualmente nelle sue mani mentre l'uomo sta liberando due carcerati finiti ingiustamente in prigione. Puniti da Zorro con tanto di Z sul didietro, i due cugini siciliani giungono a casa dello zio Diego De La Vega, senza sapere che suo figlio Raphael e Zorro sono la stessa persona.
Ai due cugini viene dato del denaro per sparire dalla circolazione, in quanto potrebbero compromettere l'identità di Zorro dal momento che hanno visto i suoi vestiti nella stanza di Raphael. Ma Franco e Ciccio vengono presto ingannati da due imbroglioni. Di nuovo poveri, ai due cugini viene dato altro denaro da Zorro, il quale ha appena derubato un tesoro d'inestimabile valore al prepotente giudice che spadroneggia in città. Ma è proprio vicino al nascondiglio che Franco e Ciccio cominceranno a cercare l'oro e troveranno inevitabilmente il tesoro proibito.
Intanto Carmencita, grande ammiratrice di Zorro, non immagina nemmeno che egli sia il fidanzato Raphael, il quale le annuncia che il beniamino la incontrerà una sera. Felice, Carmencita attende con ansia Zorro, ignorando che la sua serva ha fatto la spia alle guardie del giudice. Contemporaneamente, Franco e Ciccio trovano alcuni vestiti di Zorro e, saputo dell'incontro di Carmencita con l'uomo mascherato, decidono di sostituirsi a lui per quella notte. Ma tutto il piano andrà a monte e Carmencita si troverà davanti ben tre Zorro. Anche le guardie, confuse, non sanno chi è il vero Zorro e decidono di arrestare Franco e Ciccio in quanto non possono difendersi. Al patibolo, il giorno successivo, i due stanno quasi per morire quando arriva Zorro che li salva.
Alla fine tutto si conclude bene e il giudice viene arrestato. Quanto a Franco e Ciccio, vengono spediti il più lontano possibile, con un mucchio di soldi che gli verranno ancora una volta rubati da due imbroglioni.

## Curiosità
Nel film appare come comparsa un ancora giovane e non famoso Lino Banfi.